# Zwarte bladjager
De zwarte bladjager (Dioctria atricapilla) is een vliegensoort uit de familie van de roofvliegen (Asilidae). De wetenschappelijke naam van de soort is voor het eerst geldig gepubliceerd in 1804 door Meigen.